# 걸라어
걸라(Gullah)는 미국 남부의 사우스캐롤라이나주와 조지아주의 해안 지대와 시 제도에서 일부 아프리카계 미국인들이 사용하는 크리올 언어이다. 영어의 방언을 기반으로 서아프리카와 중앙아프리카의 여러 언어에서 유래한 어휘가 일부 혼합되어 있다. 시에라리온 크리올이나 여러 카리브해 흑인 크리올 언어들과 매우 유사하며, 아프로 세미놀 크리올도 역사적으로 연관되어 있다.

## 분류
- 영어 기반 크리올 언어
- 흑인 연구
- 미국 흑인 영어